# Friedrich Biedermann

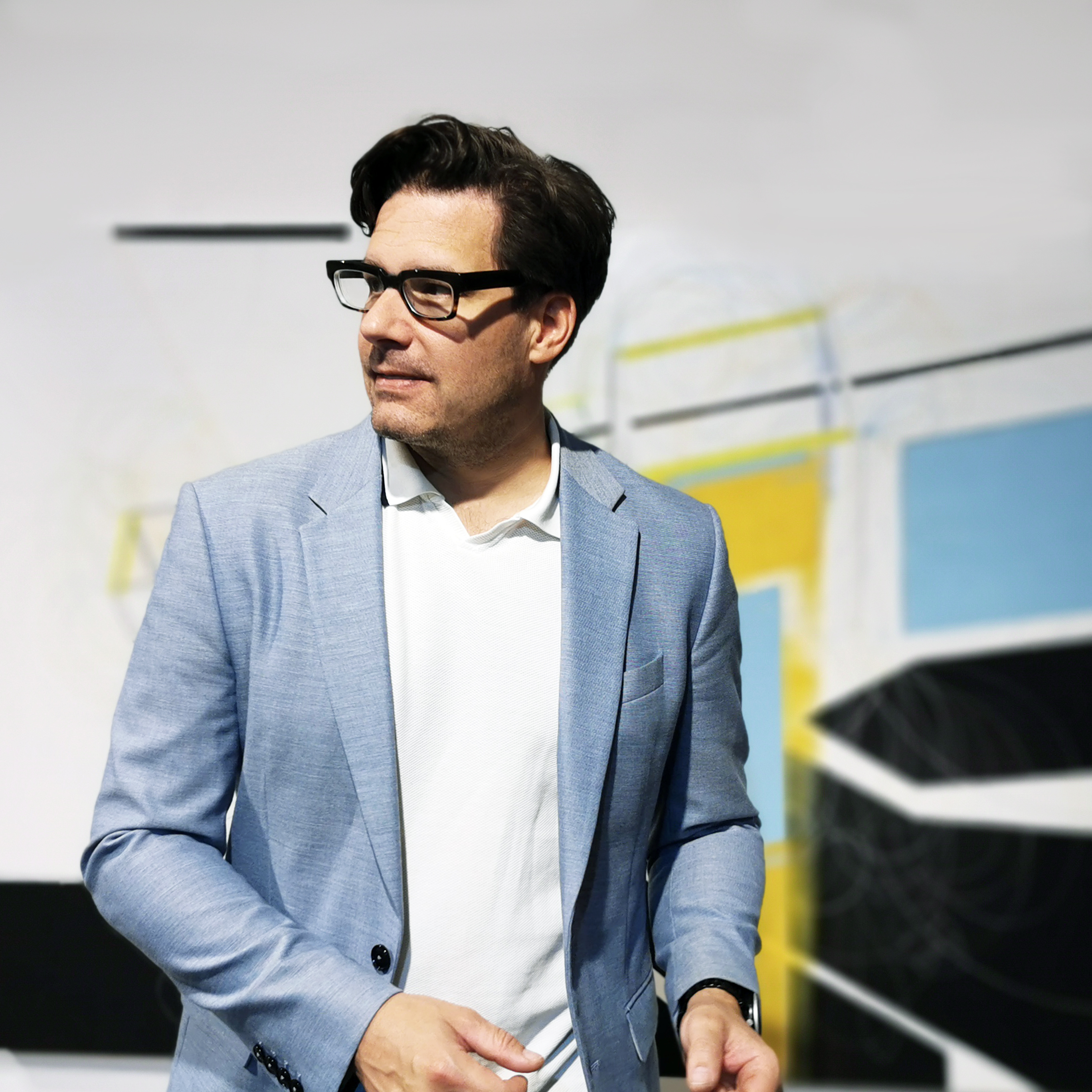
Friedrich Biedermann (2020)

Friedrich Biedermann (* 16. Juli 1975 in Hopfgarten) ist ein österreichischer Künstler.

## Leben
Friedrich Biedermann studierte an der Universität für angewandte Kunst Wien von 1996 bis 1997 bei Sepp Auer und von 1998 bis 2002 bei Brigitte Kowanz. Von 2002 bis 2008 war er dort Assistent für Transmediale Kunst bei Brigitte Kowanz und Lektor für „Raum und Objekt“ und „Visualisierungsstrategien“. Seit 2002 ist er als Künstler in eigenem Atelier international tätig.
Der Künstler setzt sich in seinen Arbeiten mit dem Licht als Thema, Material und zentrales Objekt der Kunst überhaupt, auseinander, indem er die objektorientierte Ontologie des Lichtes zum Thema macht. Die vielschichtigen Arbeiten reichen von bildhaften Werken, über Installationen, Objektkunst, bis hin zu gemeinsamen Arbeiten mit experimenteller Poesie (z. B. mit Ferdinand Schmatz), oder auch an der Schnittstelle zur wissenschaftlichen Bearbeitung des Lichtes in den gemeinsamen Arbeiten mit Andrea Graser.
Die Werke des Künstlers sind vertreten bei internationalen Ausstellungen u. a. im MUMOK, Belvedere Wien, Kunsthistorischen Museum Wien, Tiroler Landesmuseum, Fondazione Giorgio Zini Venedig, Benetton Sammlung US.
Darüber hinaus schaffte der Künstler auch Werke für den öffentlichen Raum außerhalb von Museen und Galerien, wie Projekte in Gesundheitseinrichtungen, Parkanlagen, Kunst am Bau, sowie öffentlichen Plätzen und „Nicht-Orten“ (wie in seinem Werk "light path", wo eine Lichtinstallation in einem LKW an verschiedenen Orten in Deutschland, Schweiz und Österreich Halt machte).

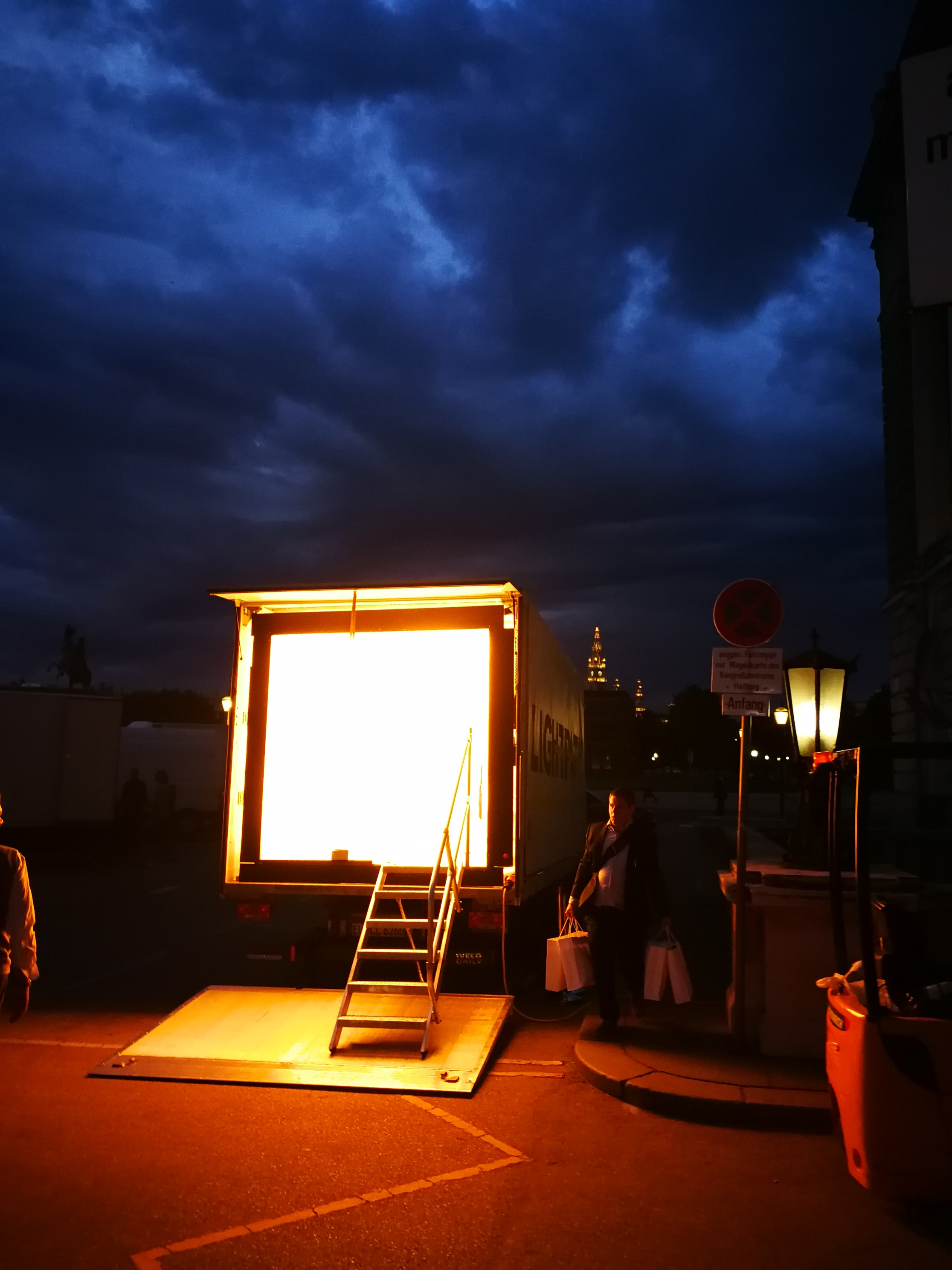
Lightpath, Hofburg Wien, 2017

## Werke (Auswahl)
- 2010: „Displacer“, EXPO Shanghai, Österreich Pavillon[6]
- 2010: „Hypnos 05“, Kunsthistorisches Museum Wien[7]
- 2010: „moonwalk“, auf dem Gebäude der Österreich-Vertretung von RTL/Sat1, Mariahilf, Wien[1]
- 2010: „Meta-mroF grün/orange/schwarz“, Sammlung Land Niederösterreich[8]
- 2012: „Memory Code“, Pflegewohnhaus Simmering, Wien[9]
- 2012: „Intensifications Matrix“, Heller Park der BUWOG, Wien[10]
- 2016: „light path“, mobile Lichtinstallation in einem LKW, gezeigt an verschiedenen öffentlichen Plätzen in Deutschland, Österreich und der Schweiz[5]
- 2019: „curtain lighter“, Skulptur für eine Wohnhausanlage in St. Johann/Tirol[11]
- 2019: „lighthouse“ Installation, gemeinsam mit Andrea Graser, kunstbasiertes Forschungsprojekt, wie Licht unsere Wahrnehmung von Kunst und Raum prägt; Angewandte Interdisciplinary Lab, Universität für angewandte Kunst Wien[12][13]
- 2020: „I have seen reality“, Galerie am Polylog, Wörgl[14]
- 2022: „lightweight“, Kunst am Bau in einem Wohnhaus in Wien[15]
- 2022: „Noesis_#i“ gemeinsam mit Andrea Graser, 2023 bei der Architekturbiennale Venedig[16], 2024 bei der Ausstellung „Longing for Future - or what we make of our environment“, Österreichisches Kulturforum in Rom und Gangwon Art & Culture Foundation Südkorea[17]

## Arbeiten in Museen und öffentlichen Sammlungen (Auswahl)
- MUMOK, Wien
- Universität für angewandte Kunst, Wien
- Museum Niederösterreich, St. Pölten
- Tiroler Landesmuseum, Innsbruck
- Benetton Sammlung, USA

## Auszeichnungen
- 2003: österreichisches Staatsstipendium für bildende Kunst
- 2006: Förderpreis für zeitgenössische Kunst des Landes Tirol[18]